# Anestis Agritis
Anestis Agritis (16 de abril de 1981) é um futebolista profissional grego que atua como meia.

## Carreira
Anestis Agritis representou a Seleção Grega de Futebol nas Olimpíadas de 2004, quando atuou em casa.